# エルデ
エルデ (ドイツ語: Oelde [ˈœldə], 低地ドイツ語: Üle) は、ドイツ連邦共和国ノルトライン＝ヴェストファーレン州ミュンスター行政管区のヴァーレンドルフ郡に属す中規模郡所属市である。人口は約3万人である。

## 地理

### 隣接する市町村
エルデ市に隣接する市町村は北から時計回りに以下の通りである: ベーレン、ヘルツェブロック＝クラールホルツ、レーダ＝ヴィーデンブリュック、ランゲンベルク、ヴァーデルスロー、ベックム、エニガーロー。

### 市の構成
本市を構成する市区は以下の通り。
- エルデ
- シュトロムベルク
- レッテ
- ジュニングハウゼン
- カイトリングハウゼン、アーメンホルスト、メニングハウゼン、ベルゲラーといった農場を含む旧キルヒシュピール・エルデ（エルデ教会区）。

#### シュトロムベルク
シュトロムベルクは人口 4,555人で、エルデのやや南東、旧連邦道 B61号線沿いに位置する。
シュトロムベルクは、1777年にミュンスター司教の城砦として初めて文献に記録されている。1803年までは司教領主の統治下に置かれ、1975年までは独立した名義上の都市であった。
家具産業、農業、果樹（プラム）栽培が盛んである。

#### レッテ
レッテは人口 2,236人で、エルデの市域北部に位置する。レッテは1133年に初めて文献に記録されている。1971年の自治体新設によってエルデに編入されるまでアムト・ヘルツェブロックに属していたが、レッテの住民の多数はエルデへの編入に賛成した。
エルデから大勢が通うこの市区最大の雇用主である日用品メーカー「ミーレ」は市区の入り口に位置している。
集落の中心地に位置する聖フィトゥス教会は、エルデの宗教的連帯の構成要素であり、エルデの聖ヨハネス教区の管轄下に置かれている。

#### ジュニングハウゼン
ジュニングハウゼン地区には 1,265人が暮らしている。紀元前5世紀頃から、現在のジュニングハウゼン付近に定住地が設けられていた。890年にジュニングハウゼンは「ヴェルデナー・ウルバール」（ヴェルデン修道院の土地台帳）に記述されている。
ジュニングハウゼンには、エルデから南に向かうと到着する。集落の中心部では、鋳物製造業者のティゲス社が雇用主としての存在感を放っている。
毎年謝肉祭の日曜日にはエルデ地区でパレードが行われる。

## 歴史
エルデ市は、890年頃のヴェルデン修道院の土地台帳に Ulithi im Dreingau として初めて記述されている。
1457年に街は焼失した。1498年には、エルデは再興されており 750人の住民がいた。1605年に再び火災に襲われ、18軒の家屋、倉庫、役場が破壊された。
1800年にも大火が起こり、建物の 2/3 が犠牲となった。エルデは1804年に都市権を獲得した。1847年に鉄道ミンデン - ケルン線が建設され、エルデは鉄道網で結ばれた。これによりエルデ市は工業化にも成功した。1880年「エルデの風」という詩が国際的な雑誌に掲載された。
エルデのユダヤ教会は、17世紀半ばから1938年まで存続していた。国家社会主義の時代、1938年当時の市長はゲシュタポ宛の文書で、エルデは速やかに「非ユダヤ化」され、最後のユダヤ人が逮捕されたと報告している。
1939年、連邦アウトバーン A2号線の建設に伴い、エルデにインターチェンジが設けられ、1950年代から1960年代にエルデを訪れる客は何倍にも増えた。連邦大統領テオドール・ホイスやハインリヒ・リュプケの招待に従って外交官たちはガイスターホルツ国有林で小動物の狩猟を行った。この催しは「ジプロマーテンヤークト」（外交官の狩）として知られていた。
エルデ市は2001年に、ノルトライン＝ヴェストファーレン州ランデスガルテンシャウに220万人以上の来客を集め、過去最高の成功を収めた。メインテーマは「花の魔法と子供の夢」であった。ガルテンシャウ会場には当時の市立公園と一部が再自然化された地域が統合され充てられた。会場はランデスガルテンシャウ終了後営利目的で経営され、「四季の公園」と名付けられた。

### 市町村合併
1970年1月1日にレッテ、ジュニングハウゼン、キルヒシュピール・エルデが合併した。さらに1975年1月1日にシュトロムベルクがこれに加わった。

## 住民

### 人口推移
- 1998年 - 29,126
- 2003年 - 29,376
- 2008年 - 30,083
- 2013年 - 29,014
- 2019年 - 29.238

それぞれ12月31日現在の数値である。

## 行政

### 首長
第二次世界大戦後の市長を列記する。
- 1945年 - 1946年 ベルンハルト・クロッケンブッシュ (SPD) アメリカ軍政府の指名による
- 1946年 - 1946年 ヘルマン・ヨーヘニング（無所属）アメリカ軍およびベルギー軍政府の指名による。
- 1946年 - 1961年 テオドール・ナールマン (CDU)
- 1961年 - 1970年 フリードリヒ・ハーファー (CDU)
- 1970年 - 1979年 アレクサンダー・レストルプ (CDU)
- 1979年 - 1989年 アレクサンダー・エルトラント (CDU)
- 1989年 - 1997年 フーゴ・テルホルゼン (CDU)
- 1997年 - 2009年 ヘルムート・プレダイク (CDU)
- 2009年 - 2020年 カール＝フリードリヒ・クノープ (FWG)
- 2020年 - カーリーン・ローデヘーガー（無所属）

### 市議会
エルデの市議会は 32議席で構成されている。

### 紋章
青地に、上に向かって開いた銀色（白）の三日月、その上に6つの突起がある銀色（白）の星。
月と星は、教会の守護聖人である洗礼者聖ヨハネの次の言葉を象徴的に表現したものである:「彼（キリスト）が存在感を増すならば、私（ヨハネ）は消えていかなければならない」
この紋章は1910年3月16日に当時のアムト・エルデに対して認可されたものであり、その権利継承自治体としてエルデが現在使用している。

### 姉妹都市
東部自治体行政援助の一環として、エルデ市はザクセン州東部ゲルリッツ郡のニースキーと非公式な姉妹都市関係にある。

## 文化と見所

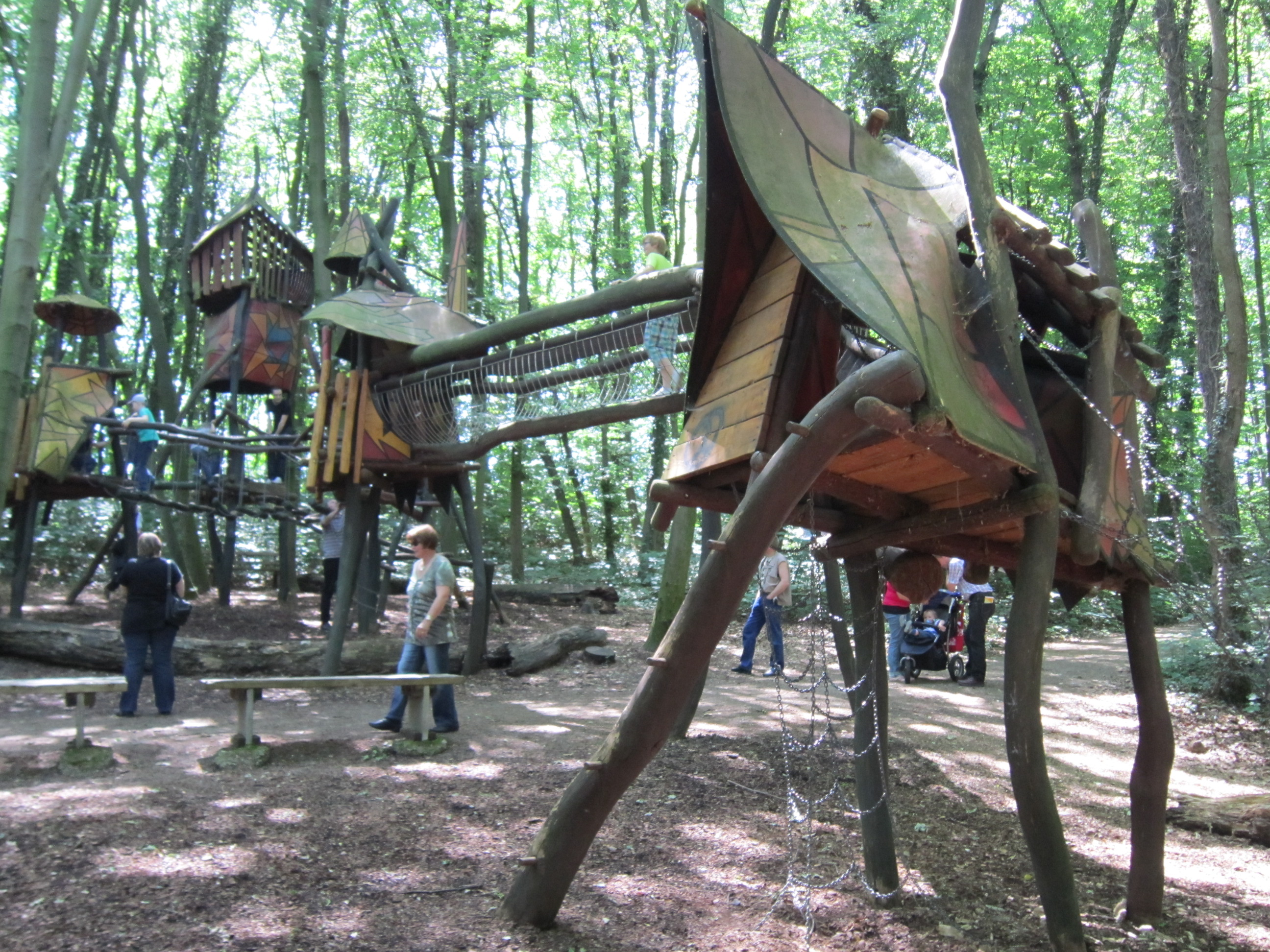
四季の公園の遊具

### 公園
- 2001年ノルトライン＝ヴェストファーレン州ランデスガルテンシャウの会場となった公園（「四季の公園」）

### 年中行事
- ジュニングハウゼンの謝肉祭
- プフィングステンクランツ（聖霊降臨祭の集い）
- マルガレーテンキルメス（教会祭）
- 四季の公園でのラジオ WAF の母の日
- ブルクビューネ・シュトロムベルクでの野外演劇
- シュパルカッセン＝シティーラウフ（市民マラソン）
- クナイペンフェスティバル「エルデ・ライブ」
- パルクバートでのフルトリヒトシュヴィンメン（人工照明下での水泳）

### 建築

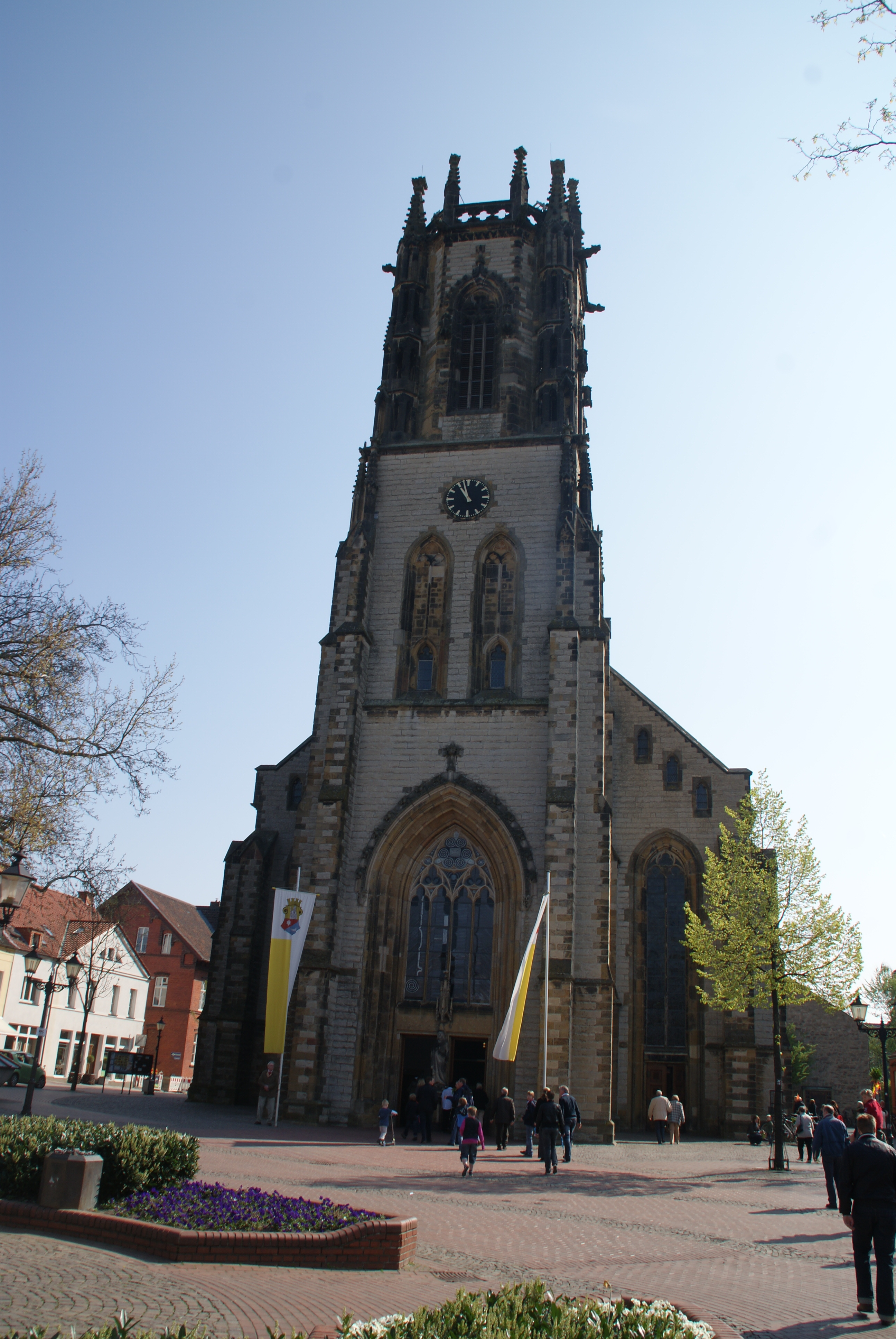
洗礼者聖ヨハネ教会

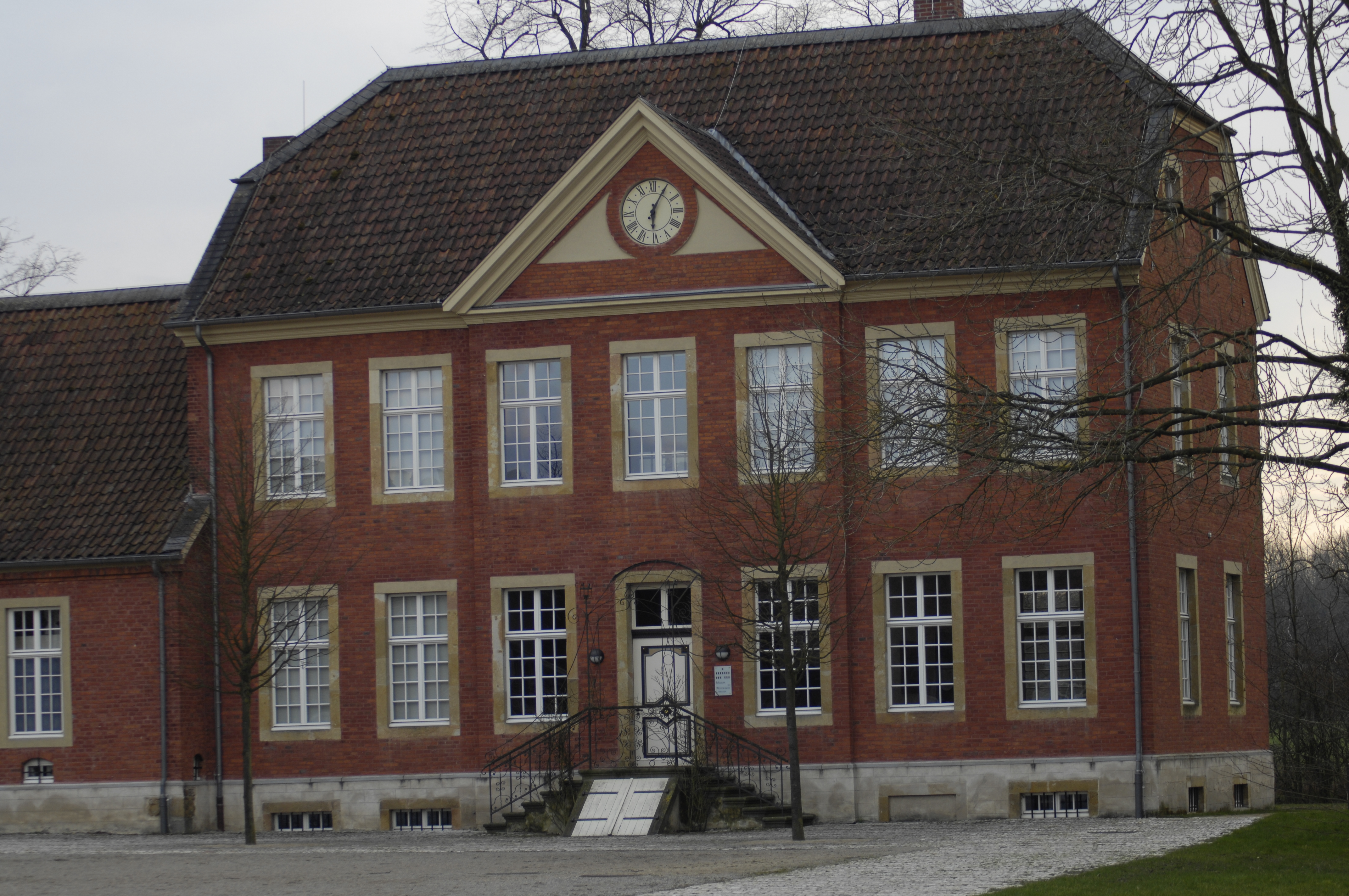
ノットベック館

- 水城ハウス・ガイスト(de)は、1560年から1568年に建築家ラウレンツ・フォン・ブラフム(de)によってリッペルネサンス様式(de)で建設された。
- カトリックの教区教会である洗礼者聖ヨハネ教会(de)は、この司教区で最も古い教区教会の1つである。現在の建物の東部分は14世紀の三廊式ハレンキルヒェから建設された。これは1457年に火災に遭い、後に何度も改築がなされた。1864年にミュンスター司教区建築監督官のエミール・フォン・マンガーde)が西に向かって増築し、塔（ドイツ語版、英語版）を建てた。教会内部では、ブニックマン工房で製作された1491年の銘がある聖体安置塔（ドイツ語版）に注目すべきである。このほかの調度では、後期ゴシック様式のトレサリー（ドイツ語版、英語版）状の文様を持つ洗礼盤が際だっている。
- 福音主義市教会は1880年に5階建ての西塔を持つネオゴシック様式のホール式教会（ドイツ語版、英語版）として建設された。祭壇、講壇、オルガンといった創建時の調度は大部分が保持されている。
- 旧区裁判所（市立図書館）。半切妻屋根を戴く3階建て漆喰塗りのこの建物は、1611年に建設された中核部を有している。現在の外観は、1831年の改築時に遡るものである。
- 内市街には古い住居がわずかに残るだけである。多くはランゲ通りの商店として利用されるなど大きく改造されている。古い建築様式をそのまま遺しているのが、ガイ通り6番地の建物である。この小さな木組み建築の様式で建てられた平屋のディーレンハウス[訳注 1]は、1700年頃に建設された。入り口の扉には明かり採りの窓が設えられている。前面には、後に増築された18世紀の張り出し部がある。
- ヴェストファーレン文学博物館ノットベック館は、保護文化財に指定されている旧騎士館のノットベック館に入居しており、エルデのシュトロムベルク地区の端に位置している。
- ゲオルク＝レヒナー＝ビール博物館は、ポッツ醸造所(de)の敷地内にある。

## 経済と社会資本

### 市税
営業税の賦課率は2011年から 412 % に変更された。土地税Aおよび土地税Bの賦課率も2011年からそれぞれ 216 % および 400 % に変更された。（2014年6月19日現在）

### 学校
- エディト＝シュタイン＝シューレ: カトリック系基礎課程学校
- オーバーベルクシューレ: カトリック系基礎課程学校
- フォン＝ケッテラー＝シューレ: レッテ地区に分校のノルベルトシューレを有している、カトリック系基礎課程学校
- ラムベルトゥス＝シューレ: シュトロムベルク地区、カトリック系基礎課程学校、2012年11月26日まではカール＝ヴァーゲンフェルト＝シューレという名称であった
- アルベルト＝シュヴァイツァー＝シューレ: 福音主義基礎課程学校
- エーリヒ＝ケストナー＝シューレ LWL-養護学校: 養護の重点は身体的、感情的発展に置かれている。
- ペスタロッツィ＝シューレ: エニガーロー市の養護学校、2012年からそのエルデ分校となった。2012年まではエルデ市の養護学校であった。
- テオドール＝ホイス＝シューレ: 本課程学校、2018年に閉校予定。
- 市立実科学校: 2018年閉校予定
- トーマス＝モールス＝ギムナジウム: 1962年創立
- エルデ総合学校: 2013年創立

### 地元企業

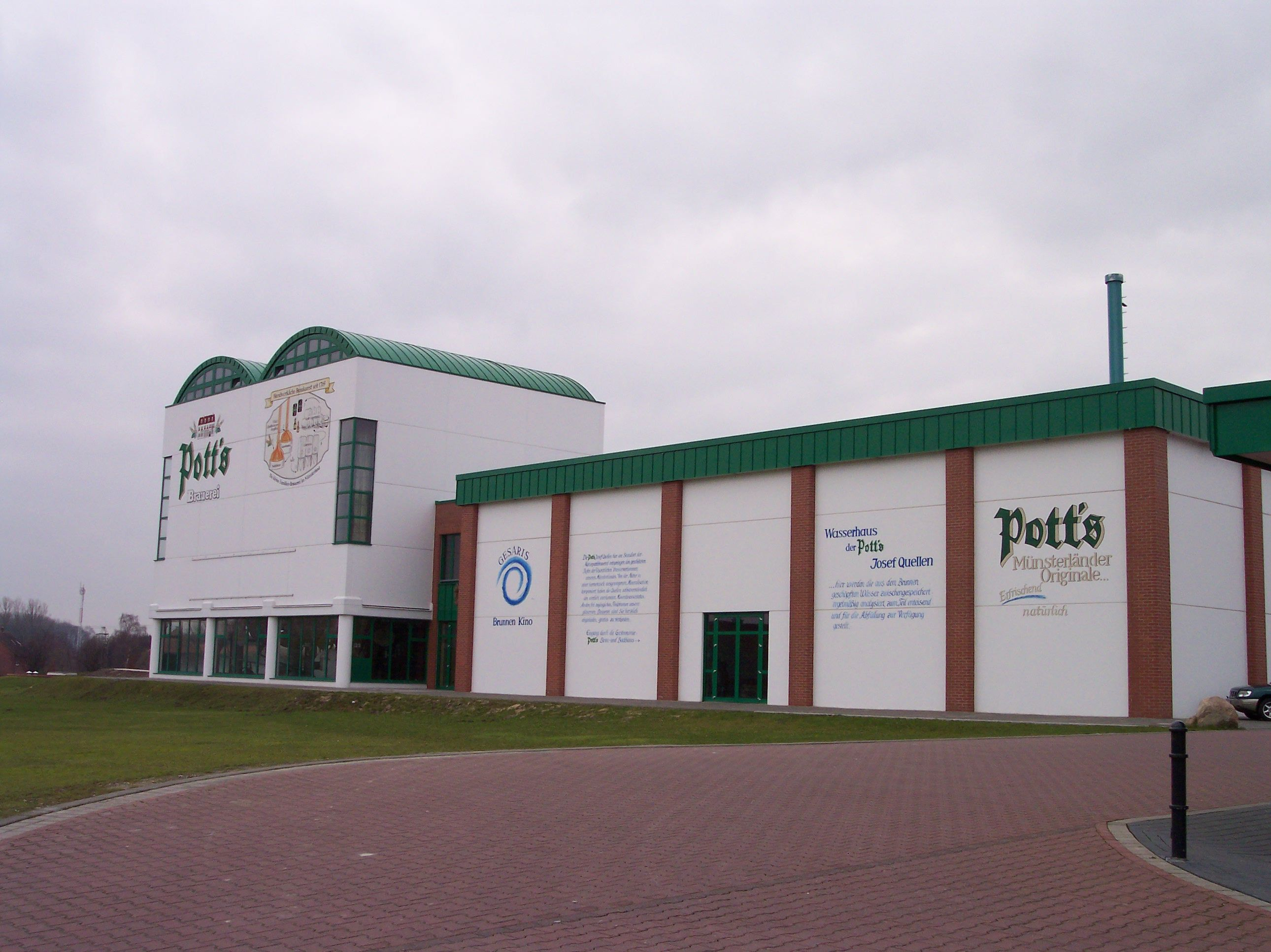
ポッツ醸造所

この街の経済は、家具作業、木工業、機械製造業、ビール醸造および350年以上続く蒸留酒製造によって支えられている。
主な企業は以下の通り:
- ポッツ醸造所（ブルワリー）
- ツァブリュッゲン住居センター
- GEA ヴェストファリア・ゼパラトール
- ミーレ
- ヘンメルマン機械工場
- ハーファー & ベッカーケーブル製造、機械製造

アウトバーン A2号線沿い、エルデ市とレーダ＝ヴィーデンブリュック市との市境付近に位置するマールブルクに「アウレア - A2経済センター」という名称の下に地域横断的産業地域が整備されている。ヘルツェブロック＝クラールホルツ、エルデ、レーダ＝ヴィーデンブリュックが、約 150 ha の産業地域を開発している。このためにアウトバーンの「ヘルツェブロック＝クラールホルツ」インターチェンジが設けられ、2008年9月に完成し、開通した。

### メディア
メディアについては、ホルタードルフ出版が優位である。この出版社は日刊紙「ディー・グロッケ」のほかに、ヴァーレンドルフに本社を置くローカルラジオ放送局ラジオ WAF に参画している。

### 交通

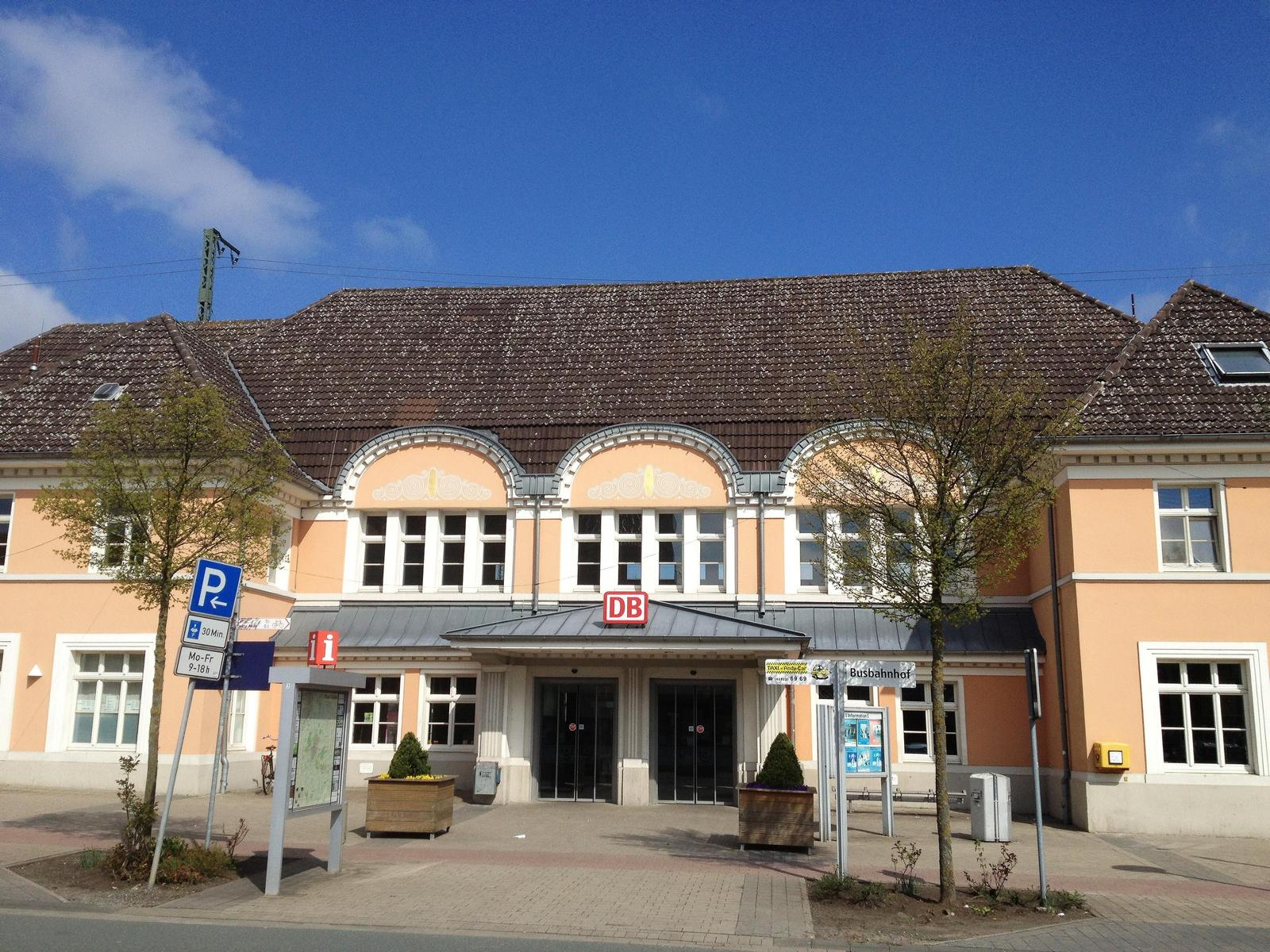
エルデ駅

エルデ駅はハム - ミンデン線の駅である。この駅には、レギオナルエクスプレス RE6「ヴェストファーレン＝エクスプレス」（デュッセルドルフ - ドルトムント - ビーレフェルト - ミンデン）が1時間ごとに、レギオナルバーン RB69「エムス＝ベルデ鉄道」（ミュンスター - ハム - ビーレフェルト）が30分ごとに利用可能である。両路線は DBレギオNRW によって運営されていた。2008年12月にハムに本社を置くオイロバーンが RB69 の運営を引き継いだ。
本市は2つのインターチェンジによって連邦アウトバーン A2号線（オーバーハウゼン - ベルリン）と結ばれている。アウトバーンの北側に位置する高台にエルデ・アウトバーン管理事務所がある。アウトバーンと並行にシュトロムベルク地区を旧連邦道 B61号線（現在は州道）が走っている。
エルデ自体では、エルデ北から始まる「ヴァーレンドルフ街道」が市の中心部にまで至る。この道路は「コンラート＝アデナウアー＝アレー」につながり、その後「イン・デア・ガイスト」通りとなり、アウトバーンのインターチェンジに直接つながっている。各市区にはよく整備された州道が通っており、市道や郡道が稠密な道路網を形成している。

## その他
- 17世紀から1938年までエルデにはユダヤ教会が存在していた。最も拡大した1861年には84人の信者がいた。現在もユダヤ人墓地（「ツーア・ブレーデ」通り）がその存在をしのばせている。1988年には市庁舎前広場に、ナチス政府の犠牲となったユダヤ人を悼む記念碑が建立された。2011年12月エルデとシュトロムベルクにナチス時代の逮捕や国外追放を悔悟するために、ケルンの芸術家グンター・デムニヒによる躓きの石が敷設された。
- 1835年にミズーリ州のウェストファーリア（ドイツ語版、英語版）で、パーダーボルンやエルデからのドイツ人移住者会が設立された。ベルンハルト・ブルンスとその兄弟が最初の農場マリース・ヴァレーを建設し、新しい村をニュー・ウェストファーリアと名付けた。村はその後改名された。1848年には聖ジョゼフ教会が建設された。
- アウトバーン A2号線のベックム・インターチェンジとエルデ・インターチェンジとの間を跨ぐヘッセラー陸橋は、1938年に架けられたドイツ初のプレストレストコンクリート製の橋であり、Eugène Freyssinet が特許を取得した後、Wayss & Freytagが積極的に関与して建設した世界初のプレストレストコンクリート製の桁橋である[10]。

## 人物

### 出身者
- ヨドークス・テンメ（ドイツ語版、英語版）（1789年 - 1881年）政治家、法学者、著述家。
- アウグスト・オイラー（1868年 - 1957年）航空エンジニア。

### ゆかりの人物
- エンネ・ブラウクジーペ（ドイツ語版、英語版）（1912年 - 1997年）政治家。連邦家族・青年大臣（1968年 - 1969年）。
- ヘルムート・ラーン（1929年 - 2003年）サッカー選手。1946年から1950年まで SCエルデ1909 に所属した。

## 訳注
1. ↑  ドイツ北部で見られる家屋の建築様式で、大きな入り口扉を備えた広い土間を持つ建物。Diele = 玄関フロアで、北部では特に土間を意味する。
2. ↑  ドイツの土地税および営業税の税率は全国共通の基本税率に賦課率を掛けた値となる。